# Vikki Carr

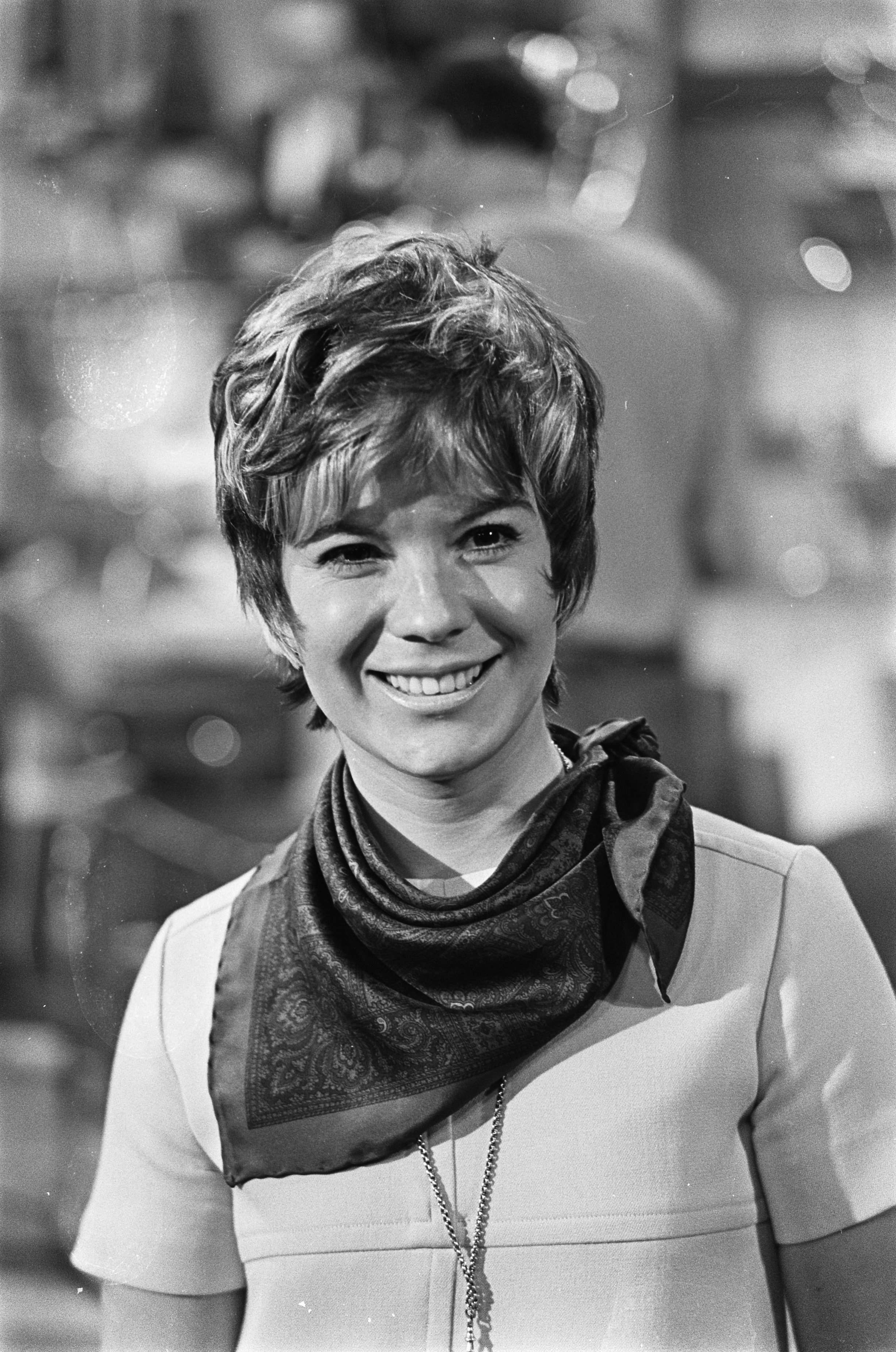
Vikki Carr

Vikki Carr, właśc. Florencia Bisenta de Casillas Martinez Cardona (ur. 19 lipca 1941 w El Paso w stanie Teksas) – amerykańska piosenkarka.
W 1962 podpisała kontrakt płytowy z firmą Liberty Records. W 1966 odbyła tournée po Wietnamie, śpiewając dla żołnierzy amerykańskich. W 1970 "Los Angeles Time" przyznał jej tytuł "Kobiety Roku". W latach 80. i 90. odnosiła duże sukcesy śpiewając w języku hiszpańskim.
Najpopularniejsze nagrania: "He's a Rebel", "It Must Be Him", "The Lesson", "With Pen in Hand".
Przeboje hiszpańskie: "Total", "Disculpame", "Esos Hombres", "Cosas del Amor", "Mala Suerte".